# Aufwindkraftwerk

Prinzipbild eines großen Aufwindkraftwerkes nach Jörg Schlaich

In einem Aufwindkraftwerk (vereinzelt auch Thermikkraftwerk genannt) sollte Luft von der Sonne erwärmt werden und wegen natürlicher Konvektion in einem Kamin aufsteigen. Eine oder mehrere Turbinen sollten aus dieser Luftströmung elektrischen Strom erzeugen. Aufwindkraftwerke werden nicht mehr gebaut.
Das Prinzip wurde 1903 von dem Autor Oberst Isidoro Cabanyes in seinem Artikel in der Zeitschrift La energía eléctrica beschrieben und 1929 von Bernard Dubos patentiert. Im Jahr 1931 beschrieb der Autor Hanns Günther in seinem Buch In Hundert Jahren ein Aufwindkraftwerk.
Ende der 1970er Jahre wurde die Idee von Michael Simon aufgegriffen, der zusammen mit dem Stuttgarter Bauingenieur Jörg Schlaich eine Pilotanlage entwarf, die dann in Manzanares (Zentral-Spanien) als Forschungsprojekt des Bundesministeriums für Forschung und Technologie realisiert wurde. Sie zeigte über mehrere Jahre die technische Realisierbarkeit im praktischen Betrieb, allerdings nur im kleinen Maßstab.

## Funktion

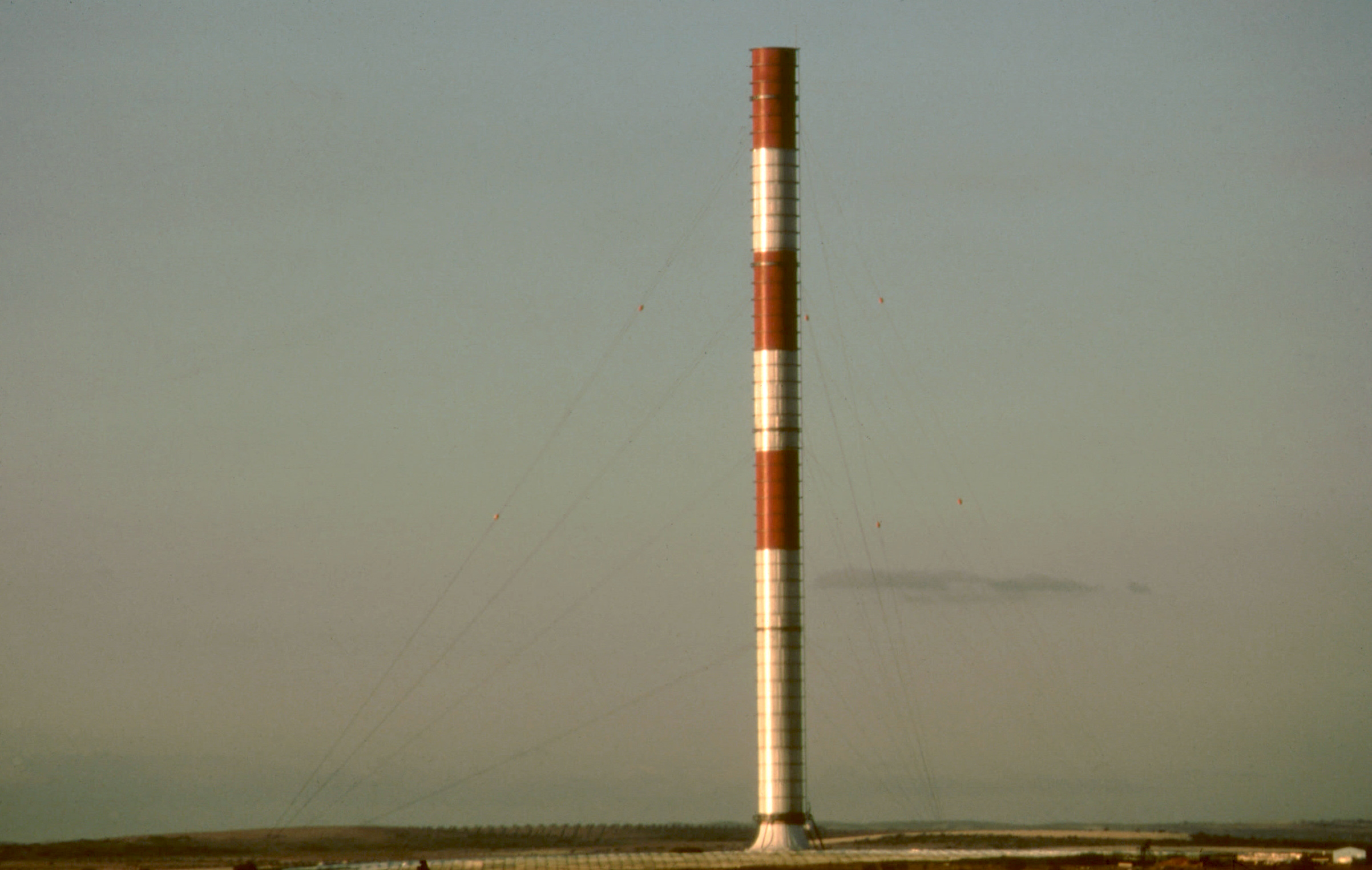
Aufwindkraftwerk-Prototyp Manzanares in Spanien (Sicht aus Süden)

Die Sonne scheint durch ein großes Dach aus Glas oder lichtdurchlässigem Kunststoff bzw. Folie (Kollektor) und heizt den Boden und die Luft darunter auf. Diese warme Luft wird durch den statischen Auftrieb der wärmeren Luft (mit geringerer Dichte) in einen Kamin in der Mitte der Anlage gedrückt. Es entsteht ein Aufwind (Thermik), d. h. die geringere Dichte der warmen Luftsäule im Turm gegenüber der Außenluft ergibt eine Druckdifferenz, die mechanisch genutzt werden kann. Die Druckumwandlung durch die Turbine(n) kann unten im Umfang des Eingangs zur Kaminröhre erfolgen oder (wie beim Prototyp) durch eine Vertikalachsenturbine am unteren Ende der Turmröhre. Die Turbinen wandeln über Generatoren die mechanische Energie in elektrische um.
Die wesentlichen Größen für die Leistung eines Aufwindkraftwerks (abgekürzt AWK, englisch SCPP für Solar Chimney Power Plant) sind die Fläche des Kollektors zur Wandlung der Strahlung in Wärme und die Höhe des Kamins zur Wandlung dieser Wärme in eine Druckdifferenz. Je größer die überdachte Fläche ist, desto mehr Luft wird erwärmt, und je höher der Kamin ist, desto größer wird dieser nutzbare Druckunterschied.

## Abhängigkeiten

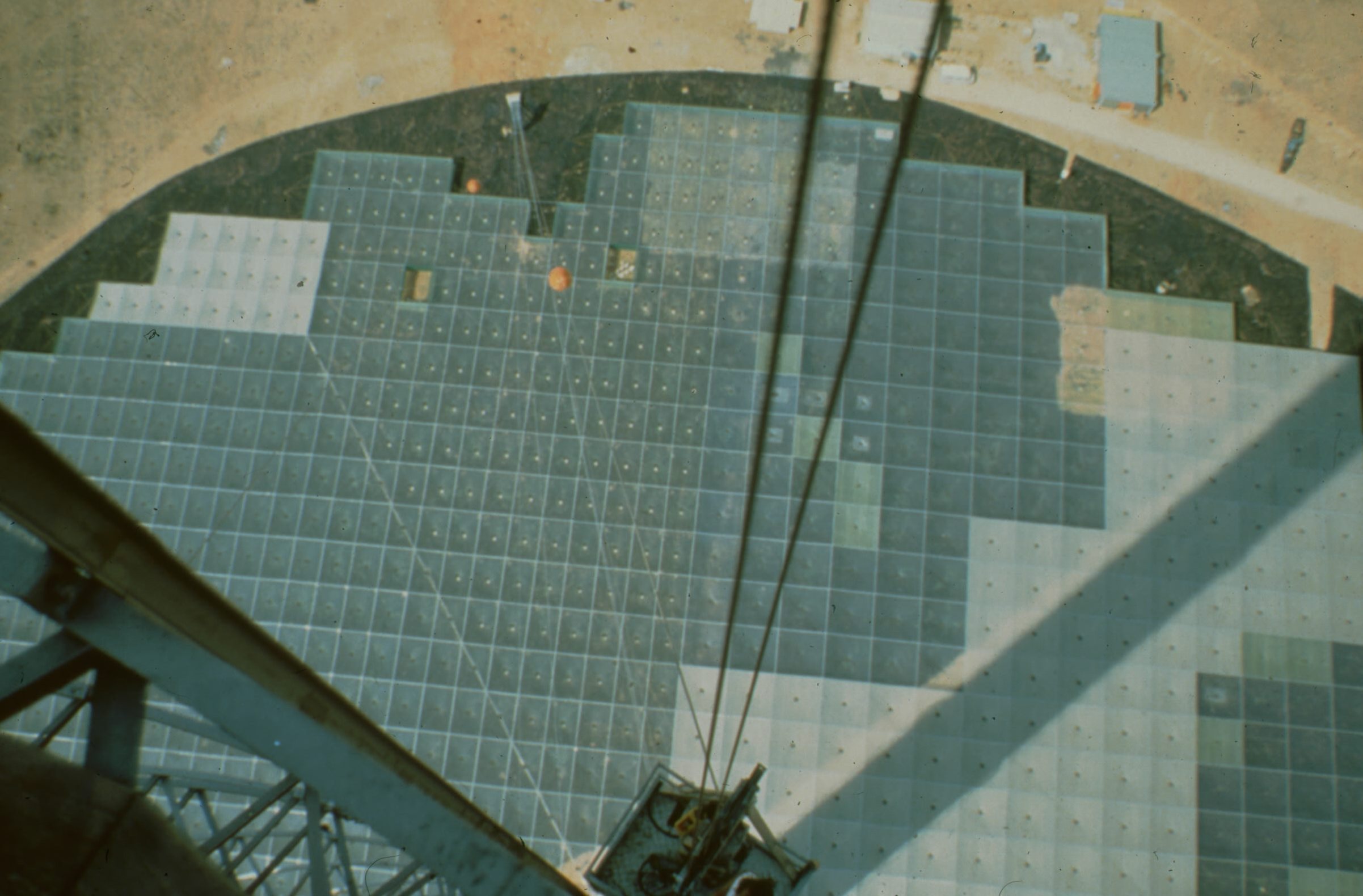
Sicht vom Turm auf das Vordach mit geschwärztem Boden. Man erkennt die unterschiedlichen Testmaterialien zur Vordach-Abdeckung und einen 12 Felder großen, nicht geschwärzten Agrar-Testbereich.

Aufwindkraftwerke sind von Standortparametern und dem lokalen Wettergeschehen abhängig. Der große Flächenbedarf von Aufwindkraftwerken und der wichtigste der Wetterparameter, die Globalstrahlung, legen Standorte in ariden Zonen (z. B. Sahara) ohne Grunderwerbskosten nahe. In der Tabelle sind Einflüsse durch meteorologische und geografische Variablen aufgelistet, auch im Vergleich zu anderen regenerativen Kraftwerkstypen.
| Variable                      | Typ                   | Auswirkung | Vergleich/Kommentar |
| ----------------------------- | --------------------- | --- | --- |
| Globalstrahlung               | Meteorologie          | Bei bedecktem Himmel: auch die diffuse Strahlung ist von Aufwindkraftwerken verwertbar. | Konzentratorsysteme (Trog-, Turm- und Stirling-Dish-Kraftwerke) können nur die Direktstrahlung der Sonne verwerten. |
| Außentemperatur               | Meteorologie          | Tiefe Standort-Lufttemperaturen (sowohl am Boden als auch in höheren Luftschichten) erhöhen den Turmwirkungsgrad. | Wirkungsgradverbesserungen durch niedrige Temperaturen sind auch bei Photovoltaik-Zellen (PV) möglich. |
| Windgeschwindigkeit           | Meteorologie          | Negativ: geringerer Kollektorwirkungsgrad wegen erhöhter Konvektionsverluste an die Umgebung bei starkem Wind. Positiv: Seitenwind an der Turmspitze kann zusätzlichen Unterdruck erzeugen und dadurch die Leistung erhöhen. Verluste überwiegen, windstillere Standorte sind vorzuziehen.                                                                           | Komplementäre Standortauswahl zu Windkraftanlagen |
| relative Feuchte              | Meteorologie          | Das Wasserdampf-Luft-Gemisch ist leichter als trockene Luft. Dies ergibt eine Wirkungsgrad-Verbesserung, wenn der Wasserdampfgehalt im Turm größer als außen ist. Bei sehr großer Eingangsfeuchte bzw. Verdampfung im Kollektor ist Kondensation im Turm möglich. Die dann zusätzlich freiwerdende Kondensationsenthalpie erhöht den Auftrieb (siehe Gewitterwolken) | Bei Standorten in Meeresnähe ist gezielte Kondensation zur Wassergewinnung denkbar. |
| Niederschlag                  | Meteorologie          | Bei einsetzendem Regen steigt die Leistung von Aufwindkraftwerken erst einmal an, bedingt durch das Absinken der Lufttemperatur in der Umgebung, während vom Kollektorboden, ähnlich wie bei der Nachtleistung, die Arbeitsluft weiter erwärmt wird. In den Kollektorboden eingedrungenes Regenwasser wirkt wegen der Verdampfungsverluste leistungsmindernd.        | Regen wirkt bei nichtkonzentrierenden Solarsystemen (AWK, PV) reinigend auf die Kollektorflächen. |
| Luftdruck                     | Meteorologie/Standort | Hoher Luftdruck verbessert den Wirkungsgrad. | Sehr hoch gelegene Standorte (über 1000 m ü. M.) sind nachteilig für AWKs. |
| Atmosphärische Gegenstrahlung | Meteorologie/Standort | Hohe IR-Strahlung verringert die langwelligen Emissionsverluste (verbessert den Treibhauseffekt des Kollektors). | Bei allen Solarkraftwerkstypen mit heißen Oberflächen folgen die Abstrahlungsverluste einem T4-Gesetz. Die meteorologische Varianz der atmosphärischen Gegenstrahlung hat aber außer bei AWKs auf diese Verluste keinen merklichen Einfluss. |
| Bodenbeschaffenheit           | Standort              | Die Farbe des Bodens ist für den Absorptionsgrad der Strahlung maßgebend, die Speicherfähigkeit des Bodens für Nachtleistung ist u. a. von seiner Dichte, Leitfähigkeit und der spezifischen Wärmekapazität abhängig. Eventuell ist eine Bearbeitung des Kollektorbodens sinnvoll.                                                                                   | Bei anderen Solarkraftwerkstypen ist kein Einfluss der Bodenbeschaffenheit bekannt. |
| Turmradius                    | Anlagengeometrie      | Große Turmfläche verringert Reibungsdruckverluste der Strömung und hilft, den Temperaturhub im Kollektor und somit Kollektorverluste gering zu halten. | |
| Turmhöhe                      | Anlagengeometrie      | Größere Steighöhe verbessert den Turmwirkungsgrad und erzielt dadurch auch mit größerem Massenfluss und kleinerem Temperaturhub im Kollektor eine Verbesserung des Kollektorwirkungsgrades. | |
| Kollektorradius               | Anlagengeometrie      | Sie bestimmt die sammelbare Strahlungsmenge und damit auch die elektrische Leistung. Vergrößerung des Kollektors bedingt auch eine Turmvergrößerung, da ansonsten die Luft im Kollektor zu langsam und zu heiß wird und man mit größeren Verlusten (Konvektion und IR-Emission) und somit geringerem Kollektorwirkungsgrad rechnen muss.                             | |

AWKs sind an ebenen, windarmen Standorten eine Alternative zu Windkraftanlagen und an Standorten mit hohem Bedeckungsgrad eine Möglichkeit zur Nutzung auch der diffusen Strahlungsanteile im Gegensatz zu den konzentrierenden Solarsystemen. Die Eignung für solare Stromerzeugung an Standorten mit der typischen Kombination „windarmer Standort / Standort mit hohem Bedeckungsgrad“ wird sonst nur von der Photovoltaik abgedeckt. Diese hat gegenüber AWKs den Vorteil, dass sie modulweise ausgebaut werden kann (beginnend mit kleinen Einheiten und entsprechend geringem Anfangs-Kapitaleinsatz), war aber bis 2007 im 200-MW-Bereich mindestens doppelt (bis höchstens 8-fach) so teuer wie Aufwindkraftwerke.

## Besonderheiten
AWKs könnten auch nachts elektrische Energie erzeugen, da sich der Boden tagsüber erwärmt. In der Nacht gibt er diese Wärmeenergie wieder ab und kann weiter Luft unter dem Kollektor erwärmen. Wegen der sich gleichzeitig abkühlenden Umgebungsluft entsteht immer noch genügend Auftrieb, um das Kraftwerk zu betreiben. Bei entsprechender Bodenbeschaffenheit oder Sondermaßnahmen zur Erhöhung der Speicherkapazität des Bodens (z. B. schwarze Wasserbehälter) kann das Tages-Leistungsprofil noch ausgeglichener gestaltet werden: Die erhöhte Zwischenpufferung der Wärme im Boden in Zeiten hoher mittäglicher Einstrahlung senkt zwar die Leistungsmaxima bei Sonnenhöchststand, erhöht aber dafür die Anteile der Nachtleistung bei Zurückliefern dieser Wärme an die Arbeitsluft. Der Tagesverlauf des Angebots von elektrischer Leistung durch AWKs ist immer flacher und breiter gegenüber der tageszeitlichen Produktionskurve anderer Solarkraftwerke, die dem Verlauf des momentanen Sonnenangebots folgen, die also im Allgemeinen eine ausgeprägte Mittagsspitze und starken Leistungsabfall zu Sonnenauf- und -untergang hin aufweisen (siehe Diagramm „Tagesgang von Leistung und Energie von einem Aufwindkraftwerk und einer Photovoltaikanlage“).
An der Versuchsanlage in Manzanares konnte außer der Nachtleistung auch eine weitere Besonderheit von AWKs beobachtet werden: beachtliche Leistungsanstiege bei nahenden Kalt- oder Regenfronten. Darüber hinaus gelang es in der Versuchsanlage durch Erzeugung eines Vordralls im Vordach die Luft im Turm zur tornadoartigen Rotation zu bringen. Eine Fortsetzung des Wirbels über die Turmspitze hinaus in größere Höhen, wie man sie in hypothetischen Luftwirbelkraftwerken zur Energieerzeugung nutzen will, konnte aber nicht beobachtet werden.
Der Methode, wie Solarenergie erschwinglich und konkurrenzfähig gemacht werden kann, lag bei AWKs dieselbe Idee zugrunde wie bei den konzentrierenden Systemen: Man ersetze teure High-Tech-Komponenten zur Konvertierung des Sonnenlichts (z. B. Solarzellen) durch sehr großflächige, aber außerordentlich preiswerte Kollektoren (Glasspiegel, Rinnen, Treibhaus) und kombiniere diese mit einem zentral platzierten Konverter (Stirling- oder Tower-Receiver, ölhaltige Absorberrohre, Turm). Die auffälligste Besonderheit von AWKs im Vergleich zu anderen Solarkraftwerkstypen ist der einfache Zusammenhang des physikalischen Wirkungsgrads mit den geometrischen Abmessungen der Anlagen über mehrere Leistungs-Größenordnungen hinweg.

## Leistung

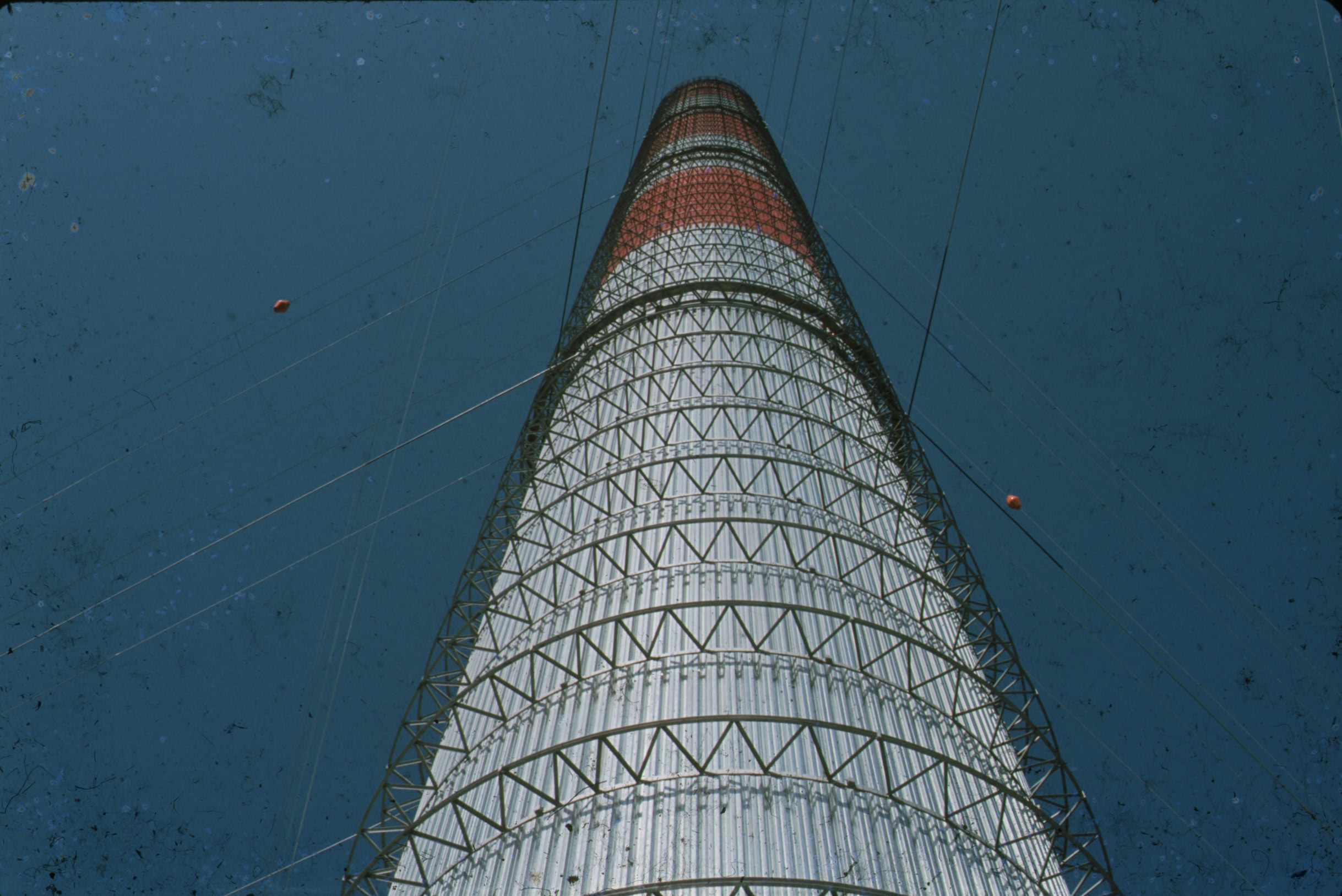
Aufwindkraftwerk-Prototyp Manzanares: Blick durch das (Teil-)Glasdach des Kollektors auf den Kamin

Der auf die solare Einstrahlung auf den Kollektor bezogene Gesamtwirkungsgrad für die erreichbare elektrische Leistung ist mit Werten unter 1 % sehr gering – verglichen mit der technischen Eleganz und dem hohen Wirkungsgrad von Photovoltaikanlagen scheint das Prinzip „Aufwindkraftwerk“ hoffnungslos zu unterliegen. Wesentlich für die Rentabilität sind aber die Bau- und Betriebskosten im Verhältnis zum Ertrag. Dass sich bei deren grober, überschlägiger Ausformulierung im Zusammenhang mit dem Wirkungsgrad eine interessante Eigenschaft von AWKs ergibt, die diese von allen anderen Solarkraftwerken unterscheidet, soll kurz gezeigt werden:
Die Peak-Leistung eines Aufwindkraftwerks lässt sich ausdrücken als Produkt von Maschinen-, Turm- und Kollektorwirkungsgrad multipliziert mit der auf die gesamte Kollektorfläche {\displaystyle {\mathsf {F_{Koll}}}} einfallenden Globalstrahlung {\displaystyle {\mathsf {G_{peak}}}} :
{\displaystyle {\mathsf {(\quad 1\quad )\quad P_{el,peak}=xt\cdot \eta _{Masch}\cdot \eta _{Turm}\cdot \eta _{Koll}\cdot F_{Koll}\cdot G_{peak}}}}

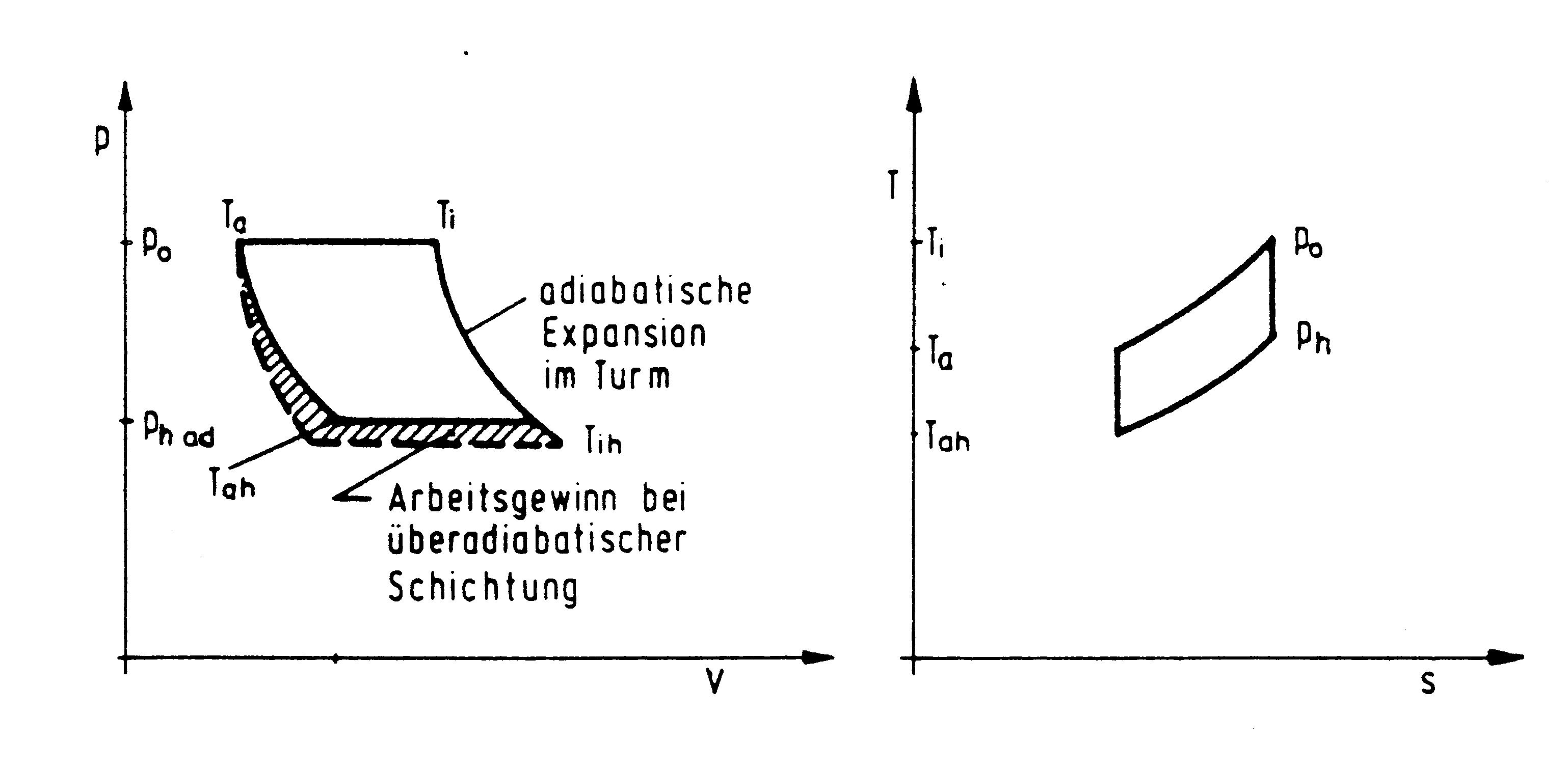
P,V- und T,S-Diagramme des Aufwindkraftwerks

Der Turmwirkungsgrad ist derjenige eines Joule-Prozesses, der die isobare Erwärmung im Kollektor, ausgehend von der Außentemperatur Ta, dann die adiabatische Expansion im Turm mit nachfolgender Abgabe der Wärme an die Atmosphäre bei Temperaturniveau Tah in der Höhe h an der Turmspitze beschreibt. Für adiabatische Schichtung der Umgebungsluft ist
{\displaystyle {\mathsf {(\quad 2\quad )\quad T_{ah}=T_{a}-g/cp_{Luft}\cdot H_{Turm}}}},
und es ergibt sich für das Umsetzungsverhältnis von gewonnener (mechanischer) Druckenergie zur im Kollektor gesammelten Wärmeenergie mit
{\displaystyle {\mathsf {(\quad 3\quad )\quad \eta _{Joule}=1-T_{ah}/T_{a}}}}
{\displaystyle {\mathsf {(\quad 3a\quad )\quad \eta _{turm}\;\;\;=\;\;\;{\frac {s\cdot g\cdot H_{Turm}}{cp_{Luft}\cdot T_{vakelv}}}}}\;\;\;}

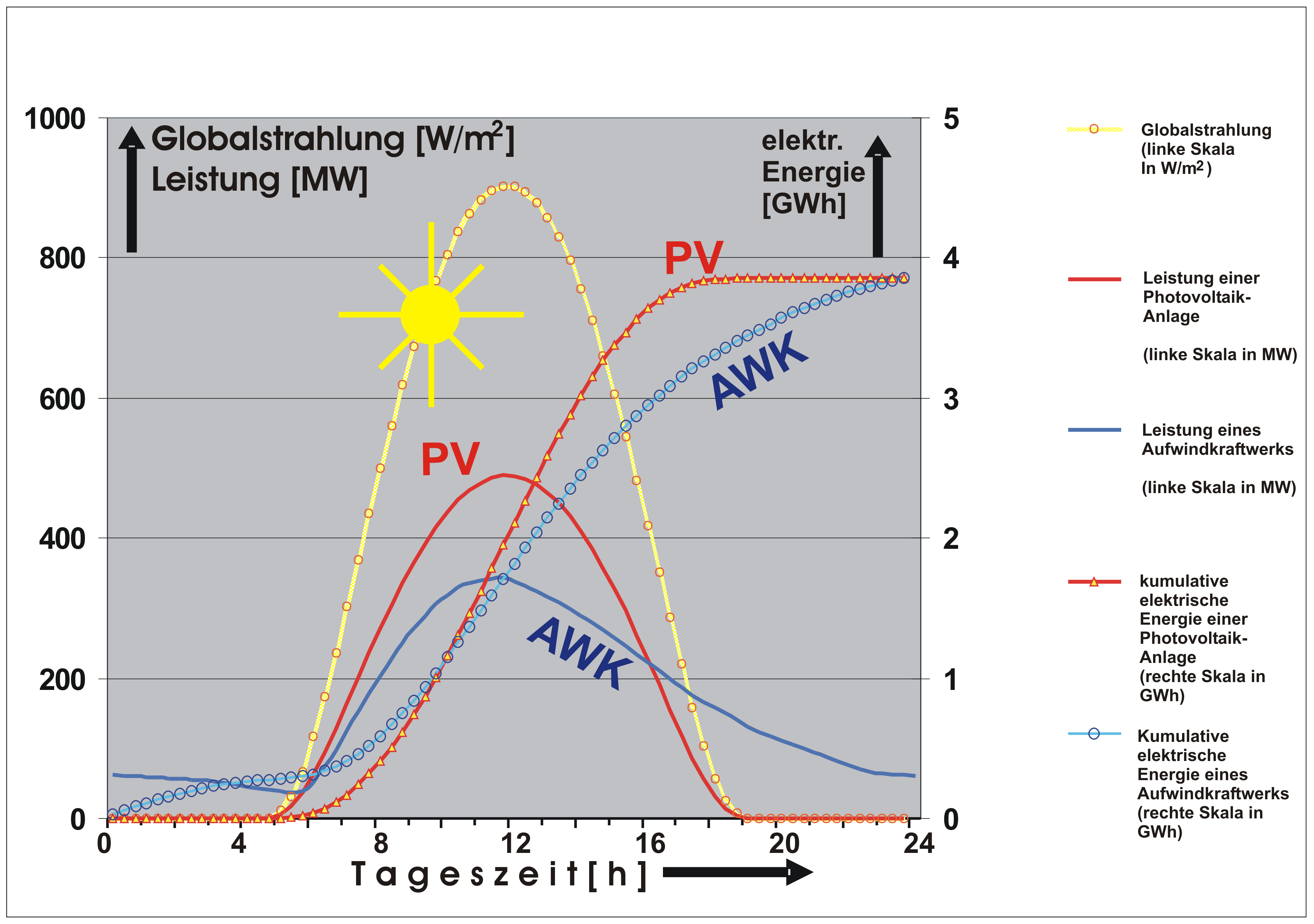
Tagesgang von Leistung und Energie bei einem Aufwindkraftwerk und einer Photovoltaikanlage. Wären die Installationskosten für beide Anlagen identisch, so würden wegen der niedrigeren Leistungsspitze beim AWK dessen spezifische Investitionskosten höher ausgewiesen, obwohl der Energieertrag für beide Solarkraftwerke gleich ist. Das Tagesprofil des Leistungsangebots des AWK ist – auch wegen der Nachtleistung – dem Verbrauch etwas angeglichener als bei der PV-Anlage.

Der Umsetzungswirkungsgrad von Wärme in Druckenergie ist also unabhängig vom Temperaturhub im Kollektor. Eine nichtadiabatische Schichtung der Außenluft kann dabei durch einen empirischen, wetter- und standortabhängigen Korrekturfaktor s beschrieben werden, der den Turmwirkungsgrad um 1–3 % je nach Wetterlage und Tageszeit variieren lässt. Die Verwendung der (absoluten) virtuellen Temperatur Tvakelv berücksichtigt den Wasserdampfgehalt der Umgebungsluft. Zum gleichen Ergebnis gelangt man auch, wenn man die gesamt zur Verfügung stehende Druckdifferenz errechnet aus:
Druckdifferenz = Höhendifferenz × Dichtedifferenz(außen–innen) × Schwerebeschleunigung,
– mit Vorzeichenwechsel die gleiche Formel wie bei Wasserkraftwerken. Die Multiplikation des entnommenen Druckanteils mit dem Massendurchsatz ergibt die Leistung bei beiden Kraftwerkstypen.
Die Spitzenleistung wird dann zu
{\displaystyle {\mathsf {(\quad 4\quad )\quad P_{el,max}=xt\cdot \eta _{masch}\cdot {\frac {s\cdot g\cdot H_{Turm}}{cp_{Luft}\cdot T_{vakelv}}}\cdot \eta _{Koll}\cdot G_{peak}\cdot F_{Koll}}}}
und mit der Abkürzung
{\displaystyle {\mathsf {(\quad 5\quad )\quad c_{0}\;\;\;\;=\;\;\;\;\;xt\cdot \eta _{masch}\cdot {\frac {s\cdot g}{cp_{Luft}\cdot T_{vakelv}}}\cdot \eta _{Koll}\cdot G_{max}}}}
wird die Jahres-Peakleistung somit zu
{\displaystyle {\mathsf {(\quad 6\quad )\quad P_{el,max}\;\;\;\;=\;\;\;\;\;c_{0}\cdot H_{Turm}\cdot F_{Koll}}}}
mit c0 als standortabhängigem Koeffizient, mit den Werten aus der obigen Tabelle für den Standort Barstow in der Mohave-Wüste in Kalifornien/USA, der im ausgewählten Fall die mittägliche Spitze der Sonnenstrahlung beinhaltet (siehe Tabelle unten). Das gleiche – nämlich die Formulierung der elektrischen Leistung durch nur drei Faktoren – gilt auch für die mittlere Leistung, wenn der entsprechende Strahlungsmittelwert eingesetzt wird statt des Maximums. Für die Geometrie einer Anlage wie in untenstehender Tabelle ergibt sich mit c0 = 0,0052 eine Leistungsspitze von 200 MW. Mit dem gleichen c0, aber den Abmessungen des Prototyps mit Turmhöhe 195 m und Kollektorradius = 122 m ergibt sich eine Leistung von 47,3 kW, eine ausgezeichnete Übereinstimmung mit der Wirklichkeit, wenn man berücksichtigt, dass das absolute Maximum der Leistung in Manzanares von 51,7 kW nur einmal während der mehrjährigen Projektlaufzeit erreicht wurde.
Mit einer einfachen Gleichung mit nur drei Faktoren ist man nicht in der Lage, das dynamische Verhalten eines AWK zu beschreiben, z. B. ein Vordach-Höhenprofil zu optimieren, das Bodenspeicherverhalten zu simulieren oder Varianten des Turbinenbereiches modellhaft durchzutesten. Für solche Aufgaben müssen ausführliche und speziell für AWKs entwickelte Rechenmodelle herangezogen werden, in die auch die ganzen in obiger Tabelle genannten Wetterparameter mit einer zeitlichen Auflösung von 10 min oder weniger als Vorgaben eingehen.
| Variable                                            | Bedeutung | typischer Wert  |
| --------------------------------------------------- | --- | --------------- |
| {\displaystyle {\mathsf {G_{peak}}}}                | Jahresmaximum der Globalstrahlung, Auslegungspunkt für die AWK-Spitzenleistung (standortabhängig) | 1015 W/m²       |
| {\displaystyle {\mathsf {T_{vakelv}}}}              | Virtuelle Außentemperatur in 2 m Höhe; sie wird in der Meteorologie dazu benutzt, um das Luft-Wasserdampfgemisch mit der Gasgleichung behandeln zu können (und ist deshalb abhängig von der relativen Feuchte, standortabhängig) | 0295,57 K       |
| {\displaystyle {\mathsf {cp_{Luft}}}}               | Spezifische Wärmekapazität der Luft | 1005,0 Ws/kg*K  |
| {\displaystyle {\mathsf {g}}}                       | Schwerebeschleunigung | 0129,81 m/s2    |
| {\displaystyle {\mathsf {s}}}                       | Korrekturfaktor für den Turmwirkungsgrad zur Berücksichtigung nicht-adiabatischer Schichtung der Umgebungsluft um den Turm herum (standortabhängig) | 0121,017        |
| {\displaystyle {\mathsf {H_{Turm}}}}                | Turm-Höhe | 1000 m          |
| {\displaystyle {\mathsf {R_{Turm}}}}                | Turm-Radius | 0160 m          |
| {\displaystyle {\mathsf {R_{Koll}}}}                | Kollektor-Radius | 3500 m          |
| {\displaystyle {\mathsf {F_{Koll}}}}                | Kollektorfläche = Gesamtfläche-Turmfläche | 0138,47 km²     |
| {\displaystyle {\mathsf {\eta _{Koll}}}}            | Kollektorwirkungsgrad = Verhältnis von aufgenommener Wärmeleistung der Luftströmung zur eingestrahlten Globalstrahlung auf die Kollektorfläche | 0120,252        |
| {\displaystyle {\mathsf {\eta _{Turm}}}}            | Turmwirkungsgrad = Wandlungsgrad der Wärme- in Druckenergie | 0120,0336       |
| {\displaystyle {\mathsf {\eta _{masch}}}}           | Maschinenwirkungsgrad (Turbinenblattverluste, Getriebeverluste, Generatorverluste etc.) | 0120,721        |
| {\displaystyle {\mathsf {xt}}}                      | optimierter Anteil der Druckentnahme durch die ummantelte Turbine mit Berücksichtigung der Rückkopplung auf den Kollektorwirkungsgrad. Ohne diese Rückkopplung würde die Leistung bei einem theoretischen Wert von xt = 2/3 maximal. Der restliche Teil der Gesamtdruckdifferenz verbleibt der Strömung als dynamischer Druckanteil (Austrittsverlust) | 0120,84         |
| {\displaystyle {\mathsf {\eta _{gesamt}}}}          | Solarer Gesamtwirkungsgrad der Anlage | 0120,005        |
| {\displaystyle {\mathsf {c_{0}}}}                   | abkürzende Zusammenfassung von Standortwerten und Wirkungsgraden | 0120,0052 1/m   |
| {\displaystyle {\mathsf {spK_{Turm\;pro\;m^{2}}}}}  | Gesamtbaukosten für den Turm, dividiert durch die Turmoberfläche = flächenspezifische Turmkosten zum Optimieren der Geometrie in definierten Grenzen | 0498,7 €/m²     |
| {\displaystyle {\mathsf {spK_{Koll\;pro\;m^{2}}}}}  | Gesamtbaukosten für den Kollektor, dividiert durch die Kollektoroberfläche = flächenspezifische Kollektorkosten zum Optimieren von Vordachhöhen und Vordachradius in definierten Grenzen | 0128,29 €/m²    |
| {\displaystyle {\mathsf {spK_{Masch\;pro\;Wpeak}}}} | spezifische Kosten für Turbine(n), Getriebe, Generatoren etc., anzusetzen als proportional zur maximalen Leistung | 0120,73 €/Wpeak |
| {\displaystyle {\mathsf {spK_{Eng\;pro\;Wpeak}}}}   | spezifische Engineering-Kosten einer 200-MWpeak-Anlage | 0120,24 €/Wpeak |
| {\displaystyle {\mathsf {spK_{Inv\;pro\;Wpeak}}}}   | spezifische Gesamt-Investitionskosten, bezogen auf die installierte Peakleistung | 0123,4 €/Wpeak  |

## Wirtschaftlichkeit

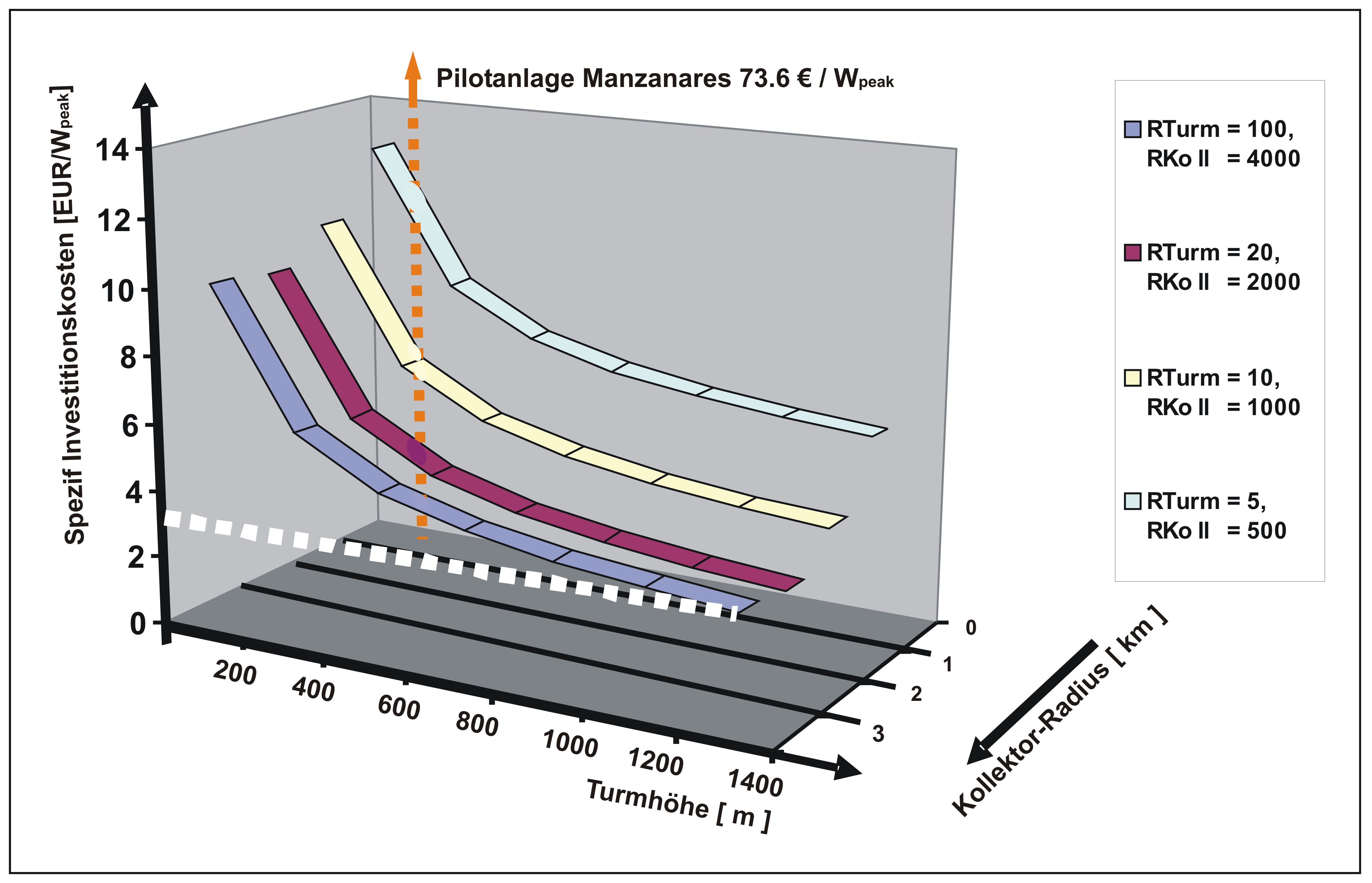
Spezifische Investitionskosten von AWKs nach Gleichung (10a)

Das oben gezeigte Beispiel einer 200-MW-Anlage hat einen solaren Gesamtwirkungsgrad von nur 0,5 %. Schaut man sich die Wirkungsgradkette genauer an, so wird schnell klar, dass nur ein Faktor in größerem Maße verbessert werden kann: der Kollektorwirkungsgrad – er beträgt im Beispiel nur 25,2 %, was dem in der Pilotanlage erreichten Durchschnitt in etwa entspricht. Der technisch maximal realisierbare Wirkungsgrad liegt bei ebenen, nach oben gerichteten Kollektoren – so wie auch bei gängigen (Wasser-)Flachkollektoren – um etwa 80 %, der dann erreicht werden kann, wenn die thermischen Oberflächenverluste durch gute Isolierung bei gleichzeitigem Geringhalten der Temperaturen minimalisiert werden (z. B. mittels kleinem Temperaturhub der Arbeitsluft und Vakuum-Isolierung der Abdeckung). Die Gesamtverluste würden sich dann auf die optischen Reflexionsverluste reduzieren.
Beim momentanen Entwicklungsstand wären solche Kollektoren jedoch zu teuer, und durch Wirkungsgradverbesserungen würde man den Wirtschaftlichkeitsvorteil von AWKs preisgeben – dieser steht und fällt mit den niedrigen Anteil der Kollektorkosten. Ein Faktor 3 im technischen Entwicklungspotential für Kollektor-Wirkungsgradverbesserungen, verbunden mit entsprechenden Ertragssteigerungen oder/und Flächeneinsparungen bietet sicherlich genügend Anreiz für weitere Forschungs- und Entwicklungsarbeiten.
Auf der anderen Seite sollte auch gewährleistet sein, dass der Wirkungsgrad bei großen Anlagen in dieser Größenordnung auch erhalten wird und nicht etwa unter 25 % abnimmt. Dies kann eintreten z. B. durch zu schlanke Türme: Bei gleicher Turmhöhe und gleicher Kollektorfläche wäre gleiche Leistung bei kleinerem Turmradius wegen des geringeren Massendurchsatzes nur über einen größeren Temperaturhub zu erreichen – dieser aber verursacht höhere Verluste, also hat der schlankere Turm immer die kleinere Leistung. Ein weiterer kritischer Einflussfaktor ist das Höhenprofil des Treibhauses zum Zentrum hin: Ein zu niedriges Vordach führt bei hohen Luftgeschwindigkeiten zu Reibungsdruckverlusten. In jeder Größenstufe von AWKs sind also gewisse Ähnlichkeiten in den geometrischen Abmessungsverhältnissen, Materialeigenschaften und Bauweisen einzuhalten, die einen Kosten-Ansatz sowohl von Kollektor- als auch Turmkosten als proportional zur jeweiligen Oberfläche rechtfertigen ( S. 285 für Anlagen im 100-MW-Bereich). Zur Ermittlung der Gesamtkosten pro installiertem „Peak“-Watt (Wpeak) kann man also wie folgt vorgehen.
Die gesamten Baukosten setzen sich zusammen aus den Maschinenkosten (Turbinen, Getriebe und Generatoren), den Turmkosten und den Kollektorkosten zuzüglich eines Engineering-Anteils. Dividiert man diese durch die elektrische Peakleistung {\displaystyle P_{el,peak}} nach Gl. (6), so kann an diesem einfachen Zusammenhang sehr anschaulich die Besonderheit von AWKs abgelesen werden, nämlich die prinzipielle Abhängigkeit der spezifischen Investitionskosten von der Geometrie der Anlagen. Dieser Zusammenhang soll kurz hergeleitet werden.
Mit der Proportionalität der Kosten zu den jeweiligen Oberflächen gilt:
{\displaystyle {\mathsf {(7)\;\;\;\;\;\;Turmkosten\;\;\;\;\;\;\;=\;\;\;spK_{Turm\;pro\;m^{2}}\cdot 2\pi \cdot R_{Turm}\cdot H_{Turm}}}}

und
{\displaystyle {\mathsf {(8)\;\;\;\;\;Kollektorkosten\;\;\;=\;\;\;spK_{Koll\;pro\;m^{2}}\cdot F_{Koll}}}}
Die Maschinenkosten werden proportional zur installierten elektrischen Leistung angesetzt (ebenso die Engineering-Kosten), wobei die jährliche Maximal-Leistung abgedeckt werden muss:
{\displaystyle {\mathsf {(9)\;\;\quad Maschinenkosten\;=\;\;\;spK_{Eng\;pro\;Wpeak}\cdot P_{el,peak}\quad \quad (9a)\quad Engineeringkosten\;\;=\;\;\;spK_{Eng\;pro\;Wpeak}\cdot P_{el,peak}}}}
{\displaystyle {\mathsf {(10)\quad \quad spK_{Inv\;pro\;Wpeak}\;\;=\;\;\;\;\;spK_{Masch+Eng\;pro\;Wpeak}\;\;\;\;\;+\;\;\;\;\;{\frac {spK_{Turm\;pro\;m^{2}}\cdot 2\pi \cdot R_{Turm}}{c_{0}\cdot F_{Koll}}}\;\;\;\;\;+\;\;\;\;\;{\frac {spK_{Koll\;pro\;m^{2}}}{c_{0}\cdot H_{Turm}}}}}}
oder mit Einsetzen von Werten aus der Tabelle:

{\displaystyle {\mathsf {(10a)\;\quad spK_{Inv\;pro\;Wpeak}\;\;=\;\;\;\;\;\;\quad \quad \quad \quad 0{,}96\;\;\;\;\;\;\quad \quad \quad +\;\;\;\;\;\;\;\quad \quad 1{,}92\times 10^{5}\,{\frac {R_{Turm}}{R_{Koll}^{2}}}\quad \;\;\;+\quad \;\;\;{\frac {1{,}59\times 10^{3}}{H_{Turm}}}}}}

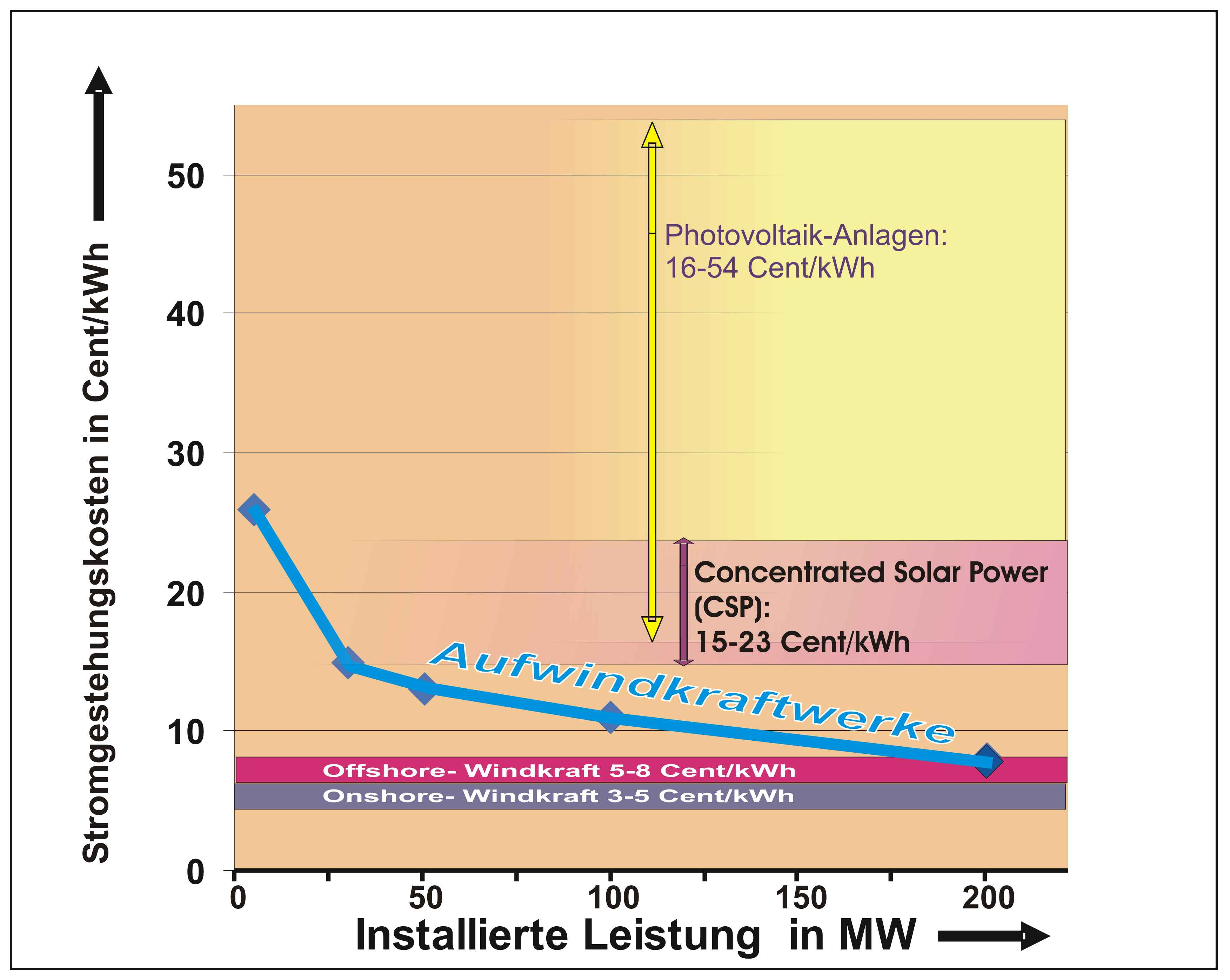
Stromgestehungskosten von verschiedenen Solarkraftwerken (nach und). Die Alternativen (PV und Windkraft) sind aus Modulen wie Windrädern oder Panels aufgebaut, für die sich die Preise beim Ausbau zu höheren Kraftwerksleistungen addieren – die Stromgestehungskosten bleiben ab einer unteren Kraftwerksgröße konstant. Bei AWKs steckt die Reduzierung der Investitions- und Stromgestehungskosten im physikalisch-bautechnischen Prinzip nach der Formel Gl. (10) bzw. (10a)

Die Summanden der spezifischen Investitionen zeigen bei steigender Turmhöhe und wachsendem Kollektorradius – und deshalb ansteigender Leistung – folgendes Verhalten:
- die spezifischen Maschinen- und Engineeringskosten bleiben konstant (und auf niedrigem Niveau verglichen mit den anderen beiden Komponenten).
- die spezifischen Turmkosten im zweiten Summand sind unabhängig von der Turmhöhe und umgekehrt proportional zur Kollektorfläche, d. h. sie werden bei wachsender Leistung kleiner und unwichtiger gegenüber den Kollektorkosten.
- die spezifischen Kollektorkosten im dritten Summand fallen ebenfalls prinzipiell mit wachsenden Anlagendimensionen: sie sind umgekehrt proportional zur Turmhöhe.

Dieses Verhalten von AWKs ist nicht zu verwechseln mit einer Verbilligung der Komponenten durch Serieneffekte oder durch großindustrielle Fertigung: dieser letztere Effekt tritt im Allgemeinen bei allen Kraftwerkstypen auf und kann bei AWKs – z. B. beim Bau mehrerer Anlagen an nahegelegenen Standorten – zusätzlich hinzukommen. Diese aufgezeigte Abhängigkeit von Kosten, Leistung und Geometrie ist auch unabhängig davon gültig, dass die spezifischen Investitionskosten von AWKs wegen des abgeflachten Tagesprofils der Leistung kein gutes Maß zum Vergleich von Solarkraftwerken untereinander sind.
Mit den Standort-Werten aus der Tabelle ergibt sich nach diesen Formeln die Jahres-Peakleistung zu 200 MW und die spezifischen Investitionskosten zu 3,27 EUR/Wpeak bzw. 3270 EUR/kWpeak. Die durchschnittlichen Kapitalkosten pro kW installierter Kapazität bei Solarkraftwerken belaufen sich auf 4000 EUR/kWpeak, wobei AWKs nicht berücksichtigt wurden. Nach diesem Vergleich sind AWKs in dieser Größe preiswerter zu erstellen als alle anderen Solarkraftwerke, und das trifft umso mehr zu, als die Peakleistung im Nenner der spezifischen Kosten bei den anderen Kraftwerken eine beträchtlich größeres Verhältnis zur mittleren Tages- oder Jahresleistung aufweist als bei AWKs. Deshalb sind gerade bei AWKs die Stromgestehungskosten zur Beurteilung der Wirtschaftlichkeit heranzuziehen, anstatt der Kapitalkosten. Hier nannten die Autoren des Forschungsberichtes 1985 noch einen Wert um (umgerechnet) 13 Cent/kWh. Der von den Planern der aktuellen Projekte (s. u.) 2007 genannte Wert ist 8 Cent/kWh bei einer 200-MW-Anlage ( S. 71). Zum Vergleich: Die Stromgestehungskosten von konzentrierenden Systemen (Rinnenkraftwerke, Turmkraftwerke und Stirling-Dish-Anlagen) werden mit 15 Cent/kWh bis 23 Cent/kWh je nach Orten hoher und geringerer Sonneneinstrahlung, die von Photovoltaikanlagen mit 16–54 Cent/kWh genannt.
Es ist allgemein üblich, dass bei der Berücksichtigung der Kosten für Forschung und Entwicklung und der erstmaligen Sonderanfertigung von Projekt-Komponenten (beim AWK Manzanares: Turbine, Getriebe und zwei Generatoren, Turm aus Trapezblech mit Stütz-Fachwerk, Vordach mit 4 unterschiedlichen Testabdeckungen) die Kosten der Serienfertigung weit übersteigen und die Projektion in die „versprochene“ ertragsreiche Zukunft immer etwas fragwürdig erscheinen lassen. Nicht so beim Aufwindkraftwerk: setzt man die erzielte Spitzenleistung von 51,7 kW in die obige Formel ein, so erhält man mit spezifischen Investitionskosten von 67.307 EUR/Wpeak eine Bausumme von 3,2 Mio. EUR – also sogar erheblich weniger als die reinen Baukosten des Prototyps, die für Turm und Vordach mit 3,7 Mio. DM angegeben werden. Das rührt daher, dass die spezifischen Kosten eines Beton-Turmes, wie er für Großanlagen geplant wird, nicht mit denen eines Trapezblech-Turms wie in der Pilotanlage vergleichbar sind.
Weder die Leistung noch die spezifischen Investitionskosten durch die Gleichungen (6) und (10a) sind eindeutig festzulegen, selbst wenn man Wetter- und Standortunsicherheiten außer Acht lässt. Das liegt daran, dass von einem niedrigen, leicht realisierbaren festen Kollektorwirkungsgrad ausgegangen wurde. Die Wirklichkeit sieht so aus, dass bautechnische Varianten, aber auch schon alleine Veränderungen der Anlagengeometrie Auswirkungen auf den Kollektorwirkungsgrad in der Größenordnung von ±30 % haben können. Die eigentliche Ingenieursaufgabe besteht wie fast immer darin, den wirtschaftlichsten Kompromiss zwischen „bautechnisch machbar“ und „physikalisch sinnvoll“ zu finden. Insbesondere müssen dabei erhöhte Reibungsverluste in Vordach und Turm bei Aufwindgeschwindigkeiten um 15 m/s und höher in ausführlichen Strömungsmodellen rechnerisch simuliert werden.

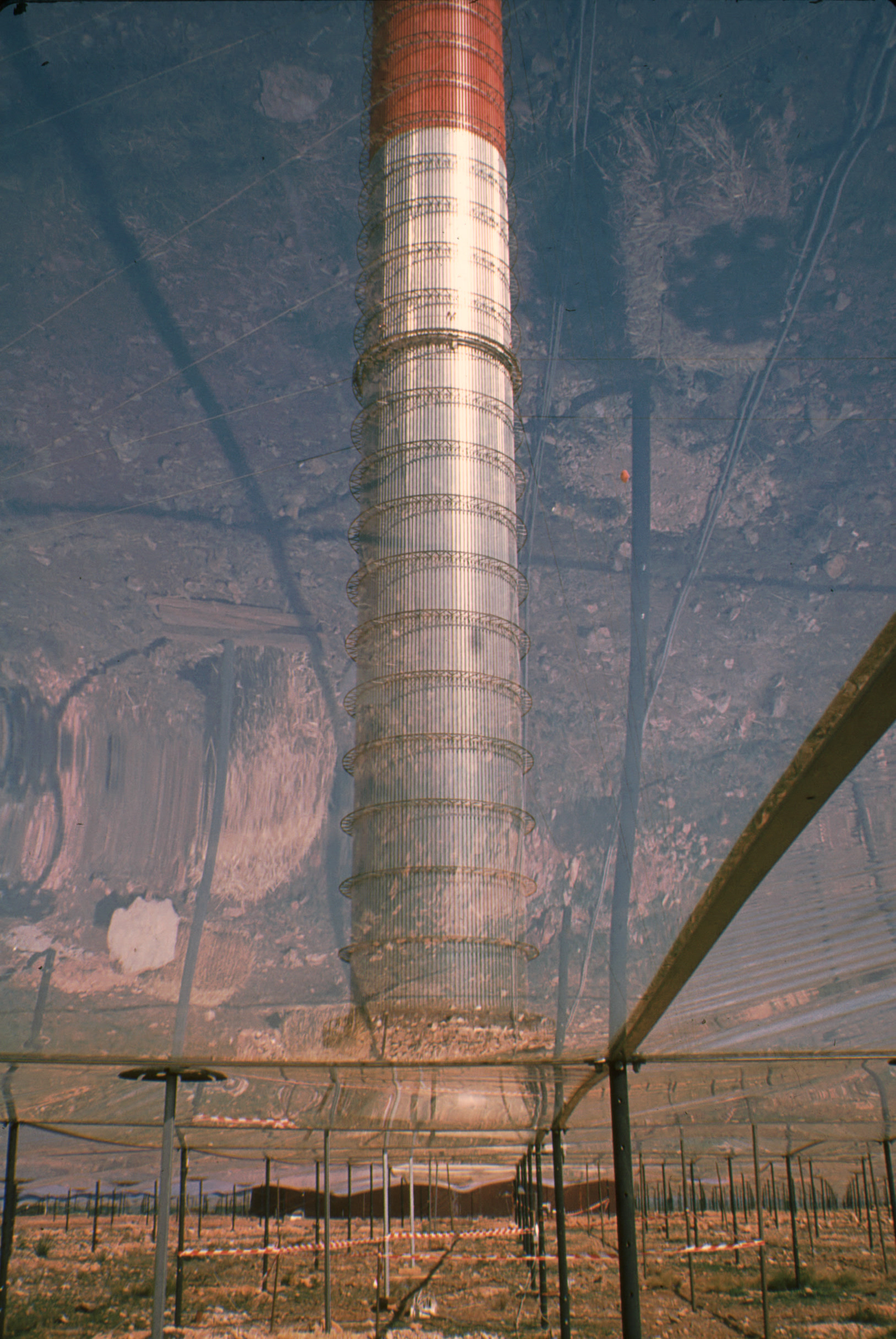
Aufwindkraftwerk Prototyp Manzanares, Spanien. Blick durch das Polyester-Vordach auf den Kamin.

Aufwindkraftwerke scheinen also ein vielversprechende Alternative für unsere Solarstrom-Versorgung zu sein – da sie nach obigen Betrachtungen in windarmen, aber sonnenreichen Gegenden optimal funktionieren, sind sie dort also eine sinnvolle Ergänzung zu Windkraftanlagen. Wegen des simplen Prinzips bestehen kaum technische Unsicherheiten, sie sind von der Größenordnung der Wetter-Unsicherheit. Schon dem Prototyp in Manzanares wurde von den technischen Beratern des Forschungsministeriums aus der KFA Jülich Demonstrationscharakter bescheinigt, der weitere aufwendige Forschungsvorhaben unnötig mache.
Die Tatsache, dass seit dem spanischen Pilotprojekt noch kein weiteres AWK fertiggestellt wurde, obwohl immer wieder von einem Baubeginn die Rede war und ist, enthüllt die Schwäche des Prinzips: die zur Wirtschaftlichkeit notwendige Mindestgröße der Anlagen im 100-MW-Bereich, verbunden mit entsprechend hohen Kapitalkosten. Der Schritt von einer 50-kW-Anlage direkt zum 200-MW-Kraftwerk, ohne weitere Zwischenschritte, erscheint manchem Investor gewagt, die existierenden Großanlagen wie zum Beispiel Andasol mit 150 MW nach Fertigstellung können auf eine lange Entwicklungszeit mit kräftigem Know-how-Zuwachs zurückblicken und konnten stufenweise ausgebaut werden – und ebendies geht bei AWKs nicht.

## Flächennutzung und Umwelteinfluss
Aufwindkraftwerke müssten für einen effizienten Betrieb sowohl im Kollektorradius als auch in der Kaminhöhe eine entsprechende Größenordnung aufweisen. Dies hätte einen großen Flächenverbrauch zur Folge. Die Fläche unter der Überdachung könnte zwar prinzipiell für weitere Nutzungen zur Verfügung stehen, z. B. als Treibhaus im klassischen Sinne für hitzebedürftige Pflanzen. Agrartechnische Versuche am Prototyp ergaben jedoch ein schnelles Verdorren der Versuchspflanzen, bei entsprechender Bewässerung waren Leistungseinbußen durch Verdampfen oder auch durch Verringerung der Dachtransparenz bei Kondensations-Beschlag die Folge.
Gegen die Befürchtung, dass eine große Anzahl von AWKs Folgen für das Klima haben könnte, sprach, dass die natürliche Thermik, die hier genutzt wird, integrierter Teil jeglichen Wettergeschehens und aller Klimaprozesse ist und am gleichen Standort im gleichen Maße, nur zeitverschoben, auch ohne Kollektor und Kamin auftritt. Die starken Abhängigkeiten vom lokalen Wetter sowie von den geologischen Eigenheiten des Standortes sprechen eher für einen starken Umwelteinfluss auf die Anlage und ihre Leistung als für eine Rückwirkung in der anderen Richtung. Hierzu gehört insbesondere der Einfluss von – je nach Standort – möglichen Sandstürmen. Die Abnahme der Transparenz durch Verstaubung erwies sich bei der Pilotanlage als unkritisch, doch müsste eine geschlossene Ablagerung von Sand aktiv oder sogar automatisiert wieder entfernt werden. Wie dies zu bewerkstelligen wäre und welche Auswirkungen solche Maßnahmen auf die Bau- und Wartungskosten haben, war nicht im Detail untersucht worden. Ebenfalls nicht untersucht wurden mögliche Ursachen und Auswirkungen eines gehäuften Auftretens von Windhosen über dem Kollektordach, wie sie am Prototyp beobachtet wurden.

## Pilotprojekt Manzanares
Koordinaten: 39° 2′ 34″ N, 3° 15′ 12″ W

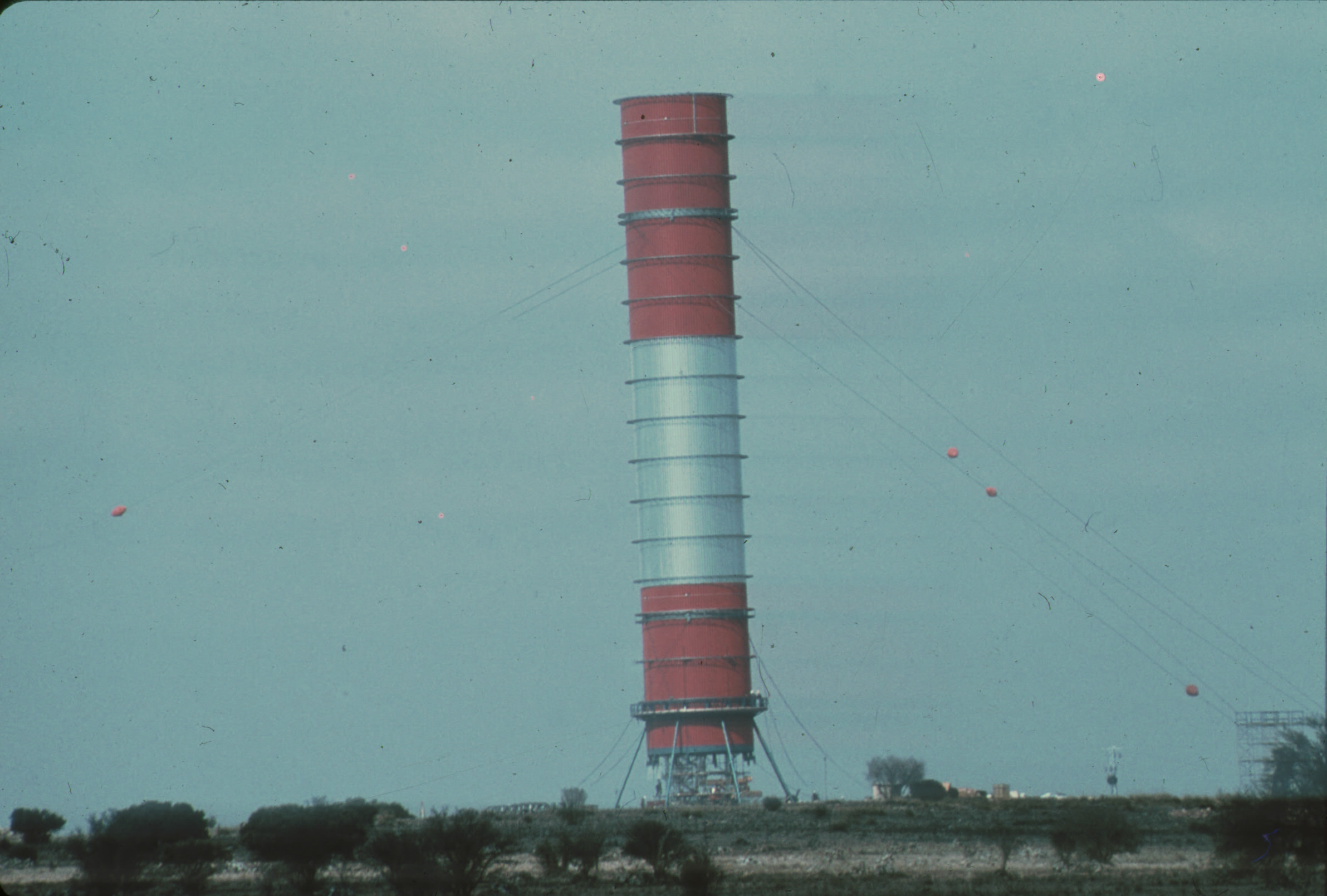
Turmbau zu Manzanares: während des Hubtaktes um 4 m

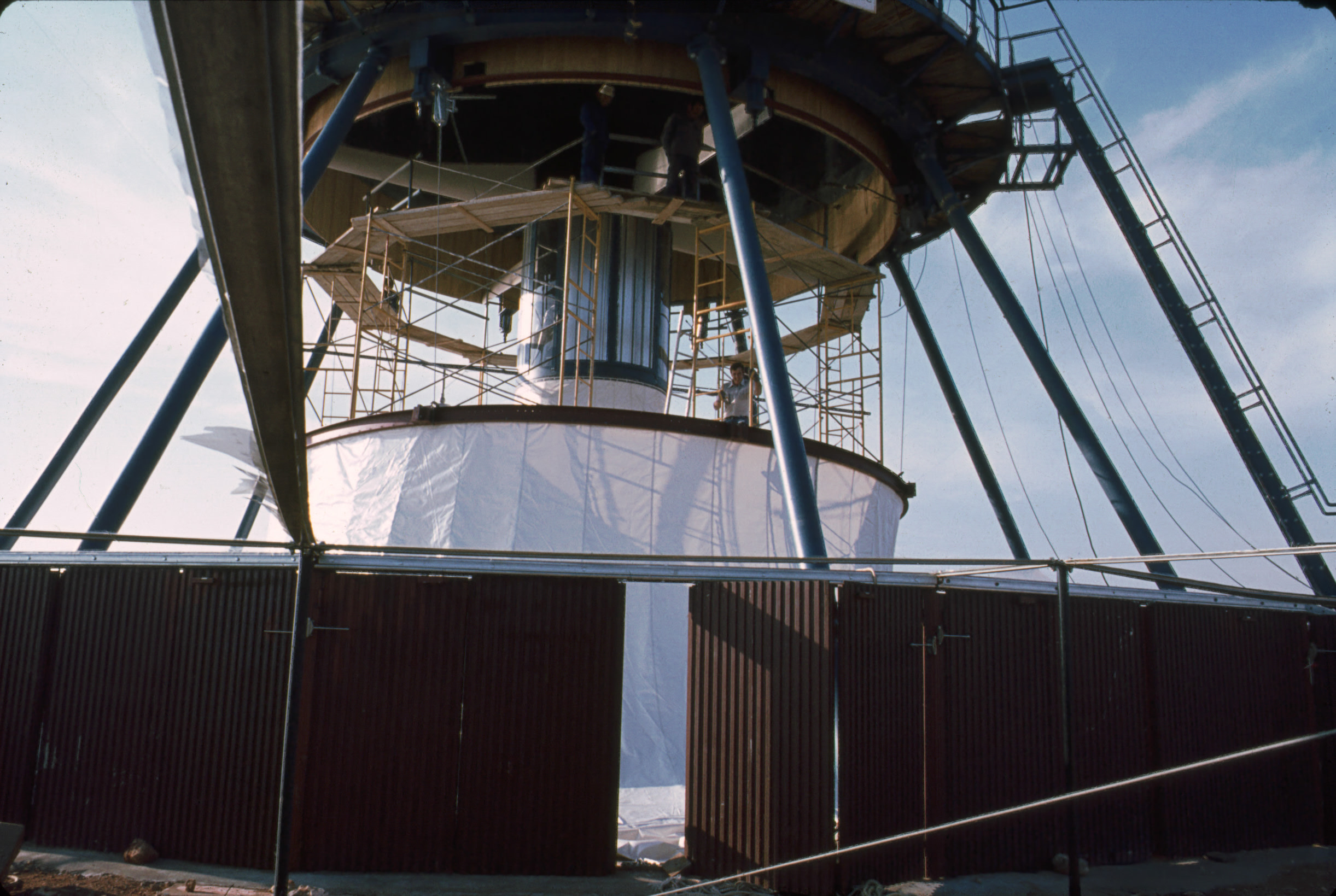
Einlaufbereich mit Turbine in Konstruktion

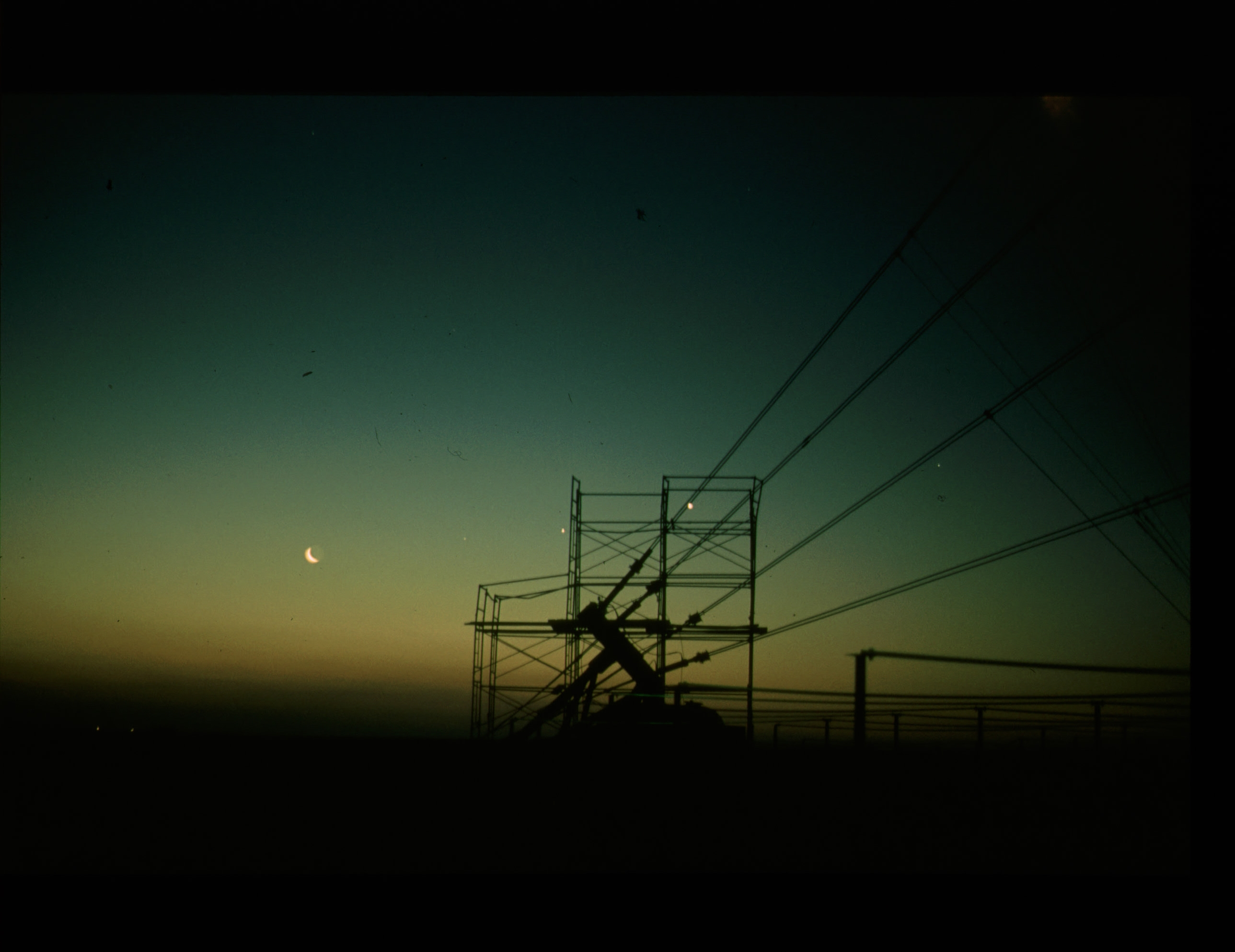
Silhouette eines Abspannbocks vor dem Nachthimmel. Der Turm war in 4 Ebenen mit massiven DYWIDAG-Stangen abgespannt, die in 3 Richtungen in solchen Betonfundamenten verankert wurden. Senkrecht dazu im „1/10-Punkt“ sind die Störabspannungen zur Schwingungsdämpfung zu erkennen (rechts).

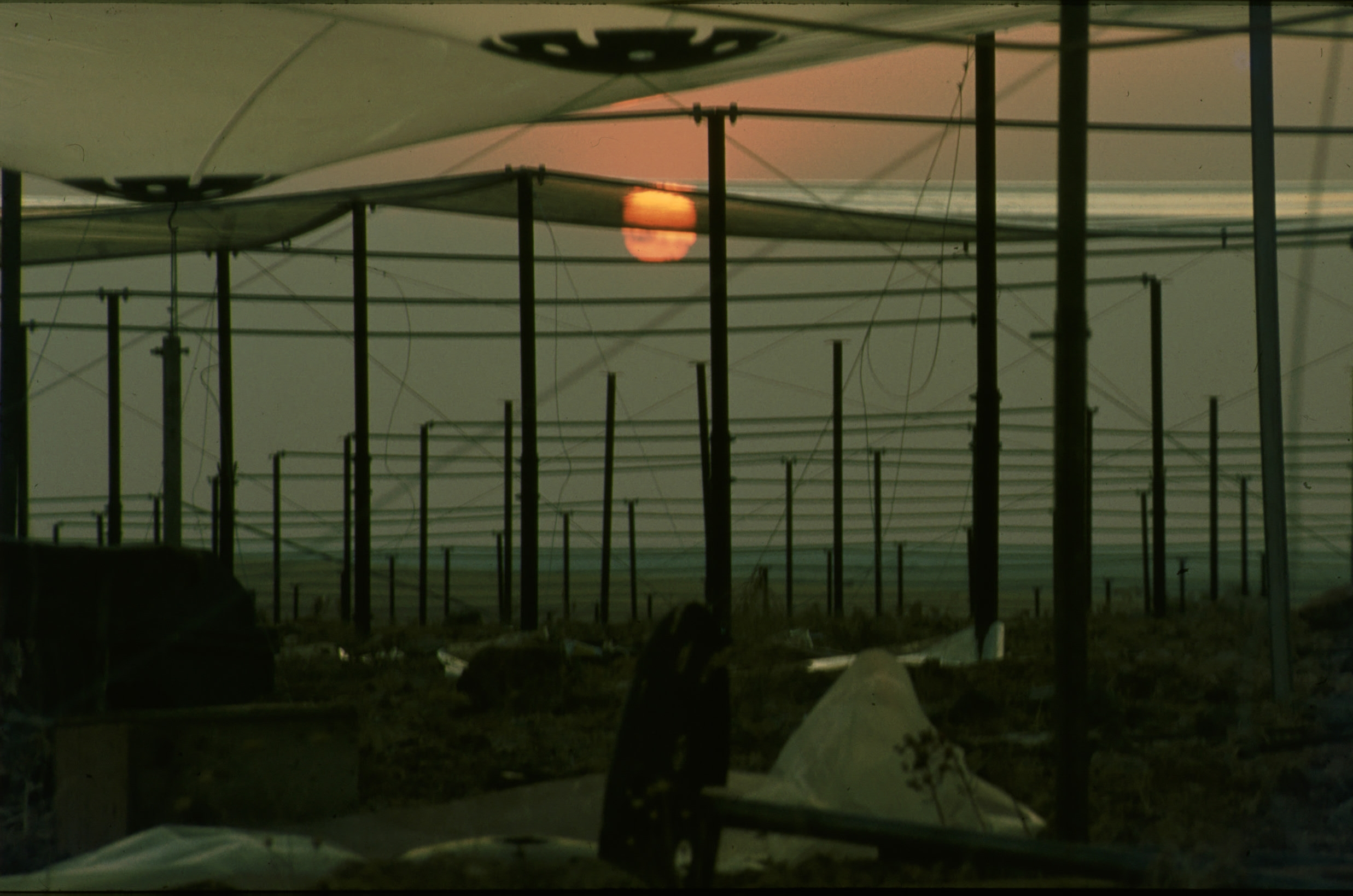
Schäden nach einem Sturm: zerstörte PVC-Kollektorfelder der ersten Generation. Im Vordergrund: intakte Felder mit Abspannteller zur Vorspannung und als Regenablauf.

Ein halbes Jahrhundert nach Hanns Günthers Zukunftsentwurf entwickelte Jörg Schlaich aus Stuttgart das Aufwindkraftwerk und baute im Auftrag des deutschen Bundesforschungsministeriums in Manzanares (Zentral-Spanien) eine erste Versuchsanlage mit einer Spitzenleistung von 50 kW. Die Versuchsanlage in Manzanares hatte einen Kollektorradius von 122 m und eine Kaminhöhe von 194,6 m. Damit erreichte sie eine Leistung von 50 kW.
Im Frühjahr 1981 begannen die Arbeiten, die unter der Leitung der Ingenieure von Schlaich + Partner, von fünf Monteuren und zehn spanischen Hilfsarbeitern des Münchner Unternehmens Maurer Söhne, erfahren im Bau von dünnwandigen Schornsteinen, ausgeführt wurden. Auf acht schrägen Rohren wurde in 10 m Höhe ein Ring installiert, auf dem Boden ein weiterer Ring, der über eine Hydraulik zum Stützring hochgezogen werden konnte. Aus 1,2 mm dicken, trapezförmigen Blechen wurden stückweise ein Rohr von 10 m Durchmesser auf dem am Boden liegenden Hubring zusammengesetzt. Das erste acht Meter hohe Stück des Kamins wurde nun auf dem Hubring bis zum Stützring hinauf gehoben, anschließend wurde das nächste acht Meter hohe Stück zusammengesetzt. In diesem „Acht-Meter-Takt“ wurde der 250 t schwere Kamin errichtet, in Abständen von vier Metern verstärken Außenringe die Röhre. An einigen der Verstärkungen griffen 4 cm dicke Abspannungen mit zulässigen Tragekräften von je 50 t an, die den Turm sternförmig nach drei Richtungen stabilisierten. Aus Kostengründen kamen dafür statt Drahtseilen massive DYWIDAG-Stangen zum Einsatz, wie sie von Brückenbewehrungen bekannt sind. Sie wurden in Betonfundamenten verankert und im unteren „1/10-Punkt“ mit senkrecht dazu angreifenden Störabspannungen zur Schwingungsdämpfung versehen (Foto: Silhouette mit Fundament und Abspannungen vor dem Nachthimmel).
Im Sommer 1981 begann die Montage der Folien, die zwei Meter über dem Boden auf Tragegerüsten mit Feldern von 4 m × 6 m und 6 m × 6 m gespannt wurden, in der Mitte der Felder befand sich eine ca. 60 cm große Kunststoffschale als Abspannteller mit Abflussloch für das Regenwasser (Foto: noch intakte Felder im Vordergrund). Die Hälfte der Anlage bestand aus 0,1 mm dicken, besonders festen Polyesterfolien mit UV-Schutz der Firma Kalle/Hoechst. Die andere Hälfte bestand aus 0,1 mm starker Tedlarfolie auf Fluor-Basis mit einer geringeren mechanischen Festigkeit. Nach anfänglichen Sturmschäden an Folien (Foto) wurden auch stabile und dennoch kostengünstige Glas-Treibhausabdeckungen erfolgreich getestet. Im Spätsommer wurde durch die Firma Balcke-Dürr/Ratingen die Turbinen- und Maschinenanlage installiert. Das Windrad bestand aus vier glasfaserverstärkten Kunststoffblättern, die über ein 1:10-Getriebe an einen Generator zur Stromerzeugung abgeschlossen waren. Bei einer Windgeschwindigkeit von 4 m/s lief das Windrad an; bei Netzbetrieb wurde die Drehzahl auf 150 Umdrehungen pro Minute konstant gehalten. In der Mittagszeit stieg die Geschwindigkeit auf über 20 m/s, wurde aber durch die Turbine auf 12 m/s gebremst. Nach Sonnenuntergang hatte der Boden unter dem Foliendach so viel Wärme gespeichert, dass der Betrieb im günstigen Fall die ganze Nacht weiterging.
Die Inbetriebnahme der Anlage erfolgte am 7. Juni 1982. Von 1983 bis 1986 wurden eine Vielzahl an Experimenten und Optimierungen an der Anlage durchgeführt. Die Anlage war für eine Versuchsdauer von drei Jahren ausgelegt und sollte danach wieder spurlos abgebaut werden.
Von Mitte 1986 bis Anfang 1989 lief die Anlage 32 Monate fast störungsfrei im Dauerbetrieb. Hierbei lieferte das Kraftwerk in 8611 Betriebsstunden (ca. 8,9 Stunden pro Tag) Strom. Die Verfügbarkeit lag in dieser Zeit über 95 Prozent. 1987 wurden 44,19 MWh Strom erzeugt. Hierdurch konnten auch die theoretischen Berechnungen, die von einem Ertrag von 44,35 MWh ausgingen, voll bestätigt werden.
Es konnte damit die bis dahin oft angezweifelte technische Realisierbarkeit einer solchen Anlage im kleinen Maßstab nachgewiesen werden. 1989 fiel die Anlage, die schon weit über die Zeitdauer betrieben worden war, für die sie ausgelegt war, einem mehrtägigen Sturm zum Opfer.

## Nachfolgeprojekte
Am 10. Dezember 2010 wurde das Aufwindkraftwerk Wuhai in Jinshawan, Innere Mongolei, Volksrepublik China in Betrieb genommen. Es hat eine installierte Leistung von 200 kW.
Das erste geplante kommerzielle Kraftwerk, das Aufwindkraftwerk Buronga, wollte das Unternehmen EnviroMission Limited in Australien, nahe Mildura ab 2005 realisieren. Der Kamin sollte 1000 m hoch sein, einen Durchmesser von 130 m haben und von einem 38 km² großen Kollektor (7 km Durchmesser) umgeben sein. Die Maximalleistung war mit 200 MW geplant. Der Projektbeginn sollte schon 2005 stattfinden, jedoch konnte der Betreiber die nötige Finanzierung für den Bau bis 2007 nicht sicherstellen. Die Realisierung des Projektes ist dadurch unwahrscheinlich geworden.
2007 kündigte der Physiker Wolf-Walter Stinnes an, mit seinem Unternehmen Greentower bei Arandis in Namibia eine Anlage mit knapp 38 km² Treibhausfläche (7 km Durchmesser) und einem über 1.500 m hohen Turm errichten zu wollen. Mit 32 Turbinen und einer Nennleistung von 400 MW sollte der gesamte Strombedarf des Landes (ohne industrielle Großabnehmer) gedeckt werden. Auch die Ruhr-Universität Bochum war an der Entwicklung beteiligt. Informationen über eine Realisierung sind nicht bekannt geworden.